# 敷料
敷料乃一重要急救用品，用以直接覆蓋傷口。

## 用途
- 保護傷口
- 保持傷口乾爽
- 止血、減少出血
- 防止感染

## 用法

### 敷料選擇
敷料分有黏性和無黏性，應因應傷口選擇最合適的敷料，但如附近無敷料，可使用清潔、柔軟、吸水之物品，如手帕、紙巾等。

### 注意事項
- 處理敷料時，須保持雙手清潔，和避免它們和污染物接觸﹝如唾液﹞。
- 避免接觸傷者患處或其排出液。
- 鬆動的敷料不能保護傷處，因此可以用棉花墊覆蓋，再使用繃帶或合口膏固定。
- 如敷料被排出液黏住，切勿強行拉扯，應先以溶液軟化敷料才將它取走。

## 參看
- 急救
- 急救包
- 包紮